# Maj 2018

## 31 maja
- Podczas XXII Zwyczajnego Zjazdu Kościoła w Podkowie Leśnej, pastor Ryszard Jankowski został wybrany na przewodniczącego Kościoła Adwentystów Dnia Siódmego w RP[1][2].

## 27 maja
- Brytyjczyk Chris Froome (Team Sky) zwyciężył w kolarskim wyścigu wieloetapowym Giro d’Italia[3].

## 26 maja
- W rozegranym w Kijowie finale Ligi Mistrzów UEFA Real Madryt pokonał Liverpool F.C. 3:1[4].

## 25 maja
- Ponad 66% głosujących w referendum w Irlandii opowiedziało się za uchyleniem 8. poprawki do Konstytucji, która w 1983 wprowadziła zakaz aborcji w tym kraju[5].

## 22 maja
- Nagrodę literacką Man Booker International Prize otrzymała Olga Tokarczuk za powieść Bieguni.

## 20 maja
- W finale rozgrywanych w Danii mistrzostw świata hokeistów Szwecja pokonała Szwajcarię po rzutach karnych (w regulaminowym czasie gry był remis 2:2, 20-minutowa dogrywka nie przyniosła bramek)[6].
- Wybory prezydenckie w Wenezueli.

## 18 maja
- Ponad 100 osób zginęło w katastrofie lotu Aviación Flight 972 na Kubie[7].

## 17 maja
- W trakcie buntu, który wybuchł w więzieniu Fenix w Iribarren na północy Wenezueli, zginęło 11 osób[8].

## 12 maja
- Finał 63. Konkursu Piosenki Eurowizji wygrała reprezentantka Izraela, Neta Barzilaj z utworem „Toy”[9].

## 8 maja
- Prezydent Donald Trump ogłosił wycofanie się Stanów Zjednoczonych z porozumienia nuklearnego z Iranem[10].

## 5 maja
- W Korei Północnej nastąpiła zmiana czasu z UTC +8.30 na czas UTC +9.00, dostosowująca go do czasu w Korei Południowej[11][12].
- Podczas drużynowych mistrzostw świata w chodzie w chińskim Taicang, Chinka Liang Rui w debiucie na tak długim dystansie, ustanowiła rekord świata w chodzie na 50 kilometrów wynikiem 4:04:36[13][14].
- W Kopalni Węgla Kamiennego Zofiówka w Jastrzębiu-Zdroju doszło do wstrząsu, w wyniku którego zginęło pięciu górników[15].